# ماتسودایرا ناریساوا
ماتسودایرا ناریساوا ((به ژاپنی: 松平 斉善 Matsudaira Narisawa); ۳۱ اکتبر ۱۸۲۰ – ۱۵ سپتامبر ۱۸۳۸) سامورایی اهل ژاپن و بیست و دومین پسر شوگون توکوگاوا ایه‌ناری بود.